# Bola de tênis

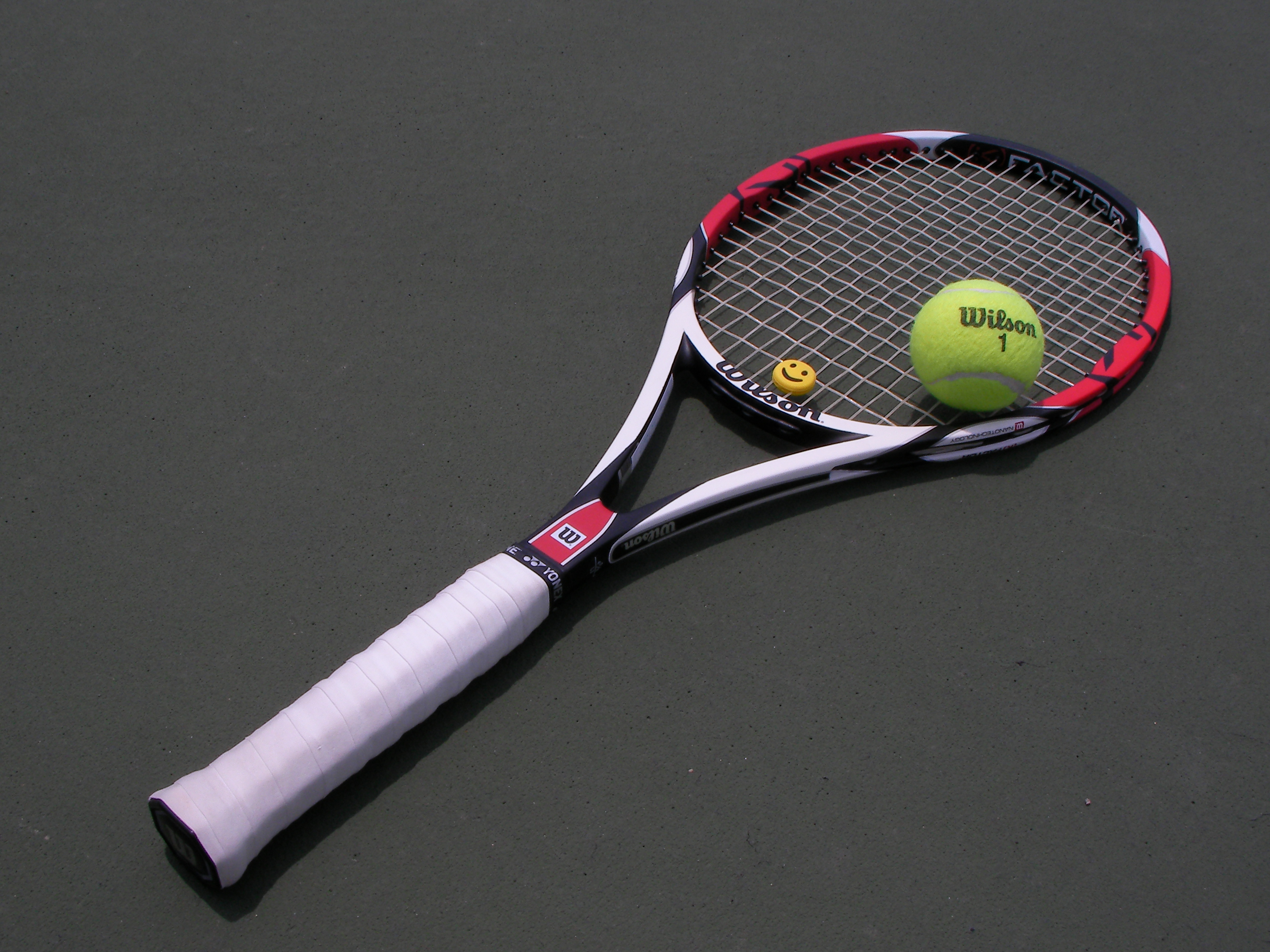
Raquete e bola de tênis.

Bola de tênis (ou ténis) é uma bola com pequeno diâmetro, se comparada com outras, e utilizada na prática esportiva do tênis. Para impulsioná-la utiliza-se a  raquete. Um profissional pode fazer com que ela chegue a 263 km/h. A bola  é revestida por filtros (geralmente de cor verde com listras brancas), por que isso permite traçar uma trajetória mais correta, em comparação com uma bola totalmente lisa. Em média, uma bola de tênis pesa de 56 a 58 gramas.

## A Fabricação da bola

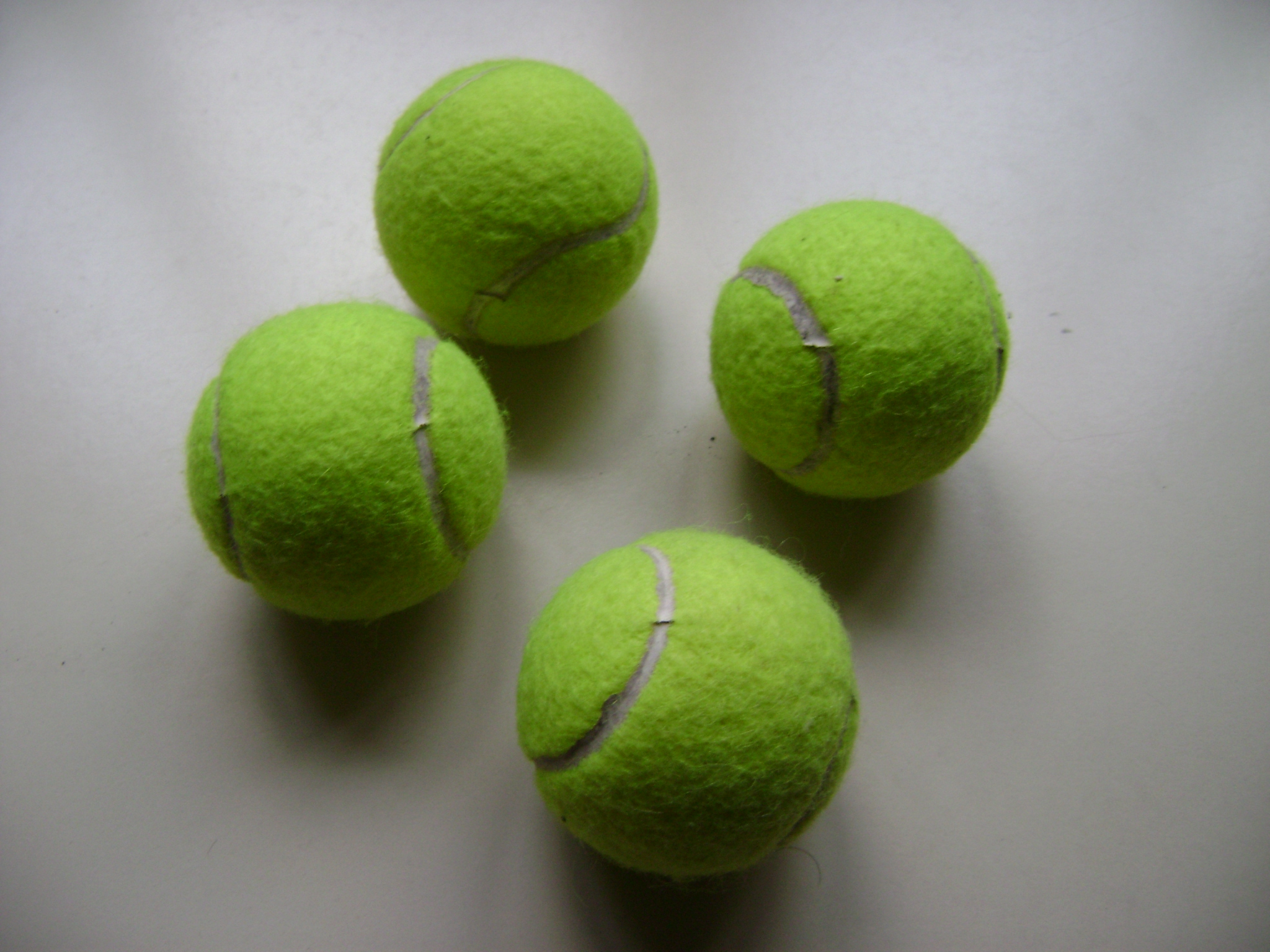
Bolas de tênis.

O ingrediente básico das bolas de tênis é a borracha. No primeiro passo, a borracha é prensada em moldes e ganha o formato de uma concha. Em seguida, para as bolas pressurizadas, uma pastilha de nitrogénio é colocada no meio de duas conchas de borracha e unidas por uma cola especial. Para reforçar a junção, as duas metades são fundidas em uma prensa a 200 °C, durante uma etapa conhecida como vulcanização. Com o calor, a pastilha de nitrogénio explode, liberando o gás que enche a bola.
Sua superfície externa é revestida com feltro, um tecido formado por nylon e lã amarela. Primeiro, dois pedaços de feltro são cortados e colados com uma massa branca. Depois, a bola passa por nova vulcanização para melhor aderência do material à bola.
No passo final, as bolas são embaladas em tubos de plástico hermeticamente selados, sob uma pressão aproximada de 2 atmosferas para evitar qualquer perda de pressão antes da chegada às quadras de tênis. Em torneios profissionais, uma bola não é usada por mais que 9 games. Basta esse curto período para que surjam pequenas deformações em sua superfície.

## Regras no Tênis acerca da bola
A bola deve ter uma superfície externa uniforme e deve ser de coloração branca ou amarela. Se houver qualquer junta, ela não deve ter costura. Deve ter um diâmetro maior do que 6,35 cm e menor que 6,67 cm, e um peso maior que 56,7 g e menor que 58,5 g. A bola deve ter um pulo maior que 135 cm e menor que 147 cm quando largada da altura de 254 cm sobre uma superficie sólida.
A uma pressão de 8,165 kg a bola deve ter uma deformação maior que 0,56 cm e menor que 0,74 cm e um retorno de deformação de mais do que 0,89 cm e menor que 1,08 cm.
Os dois números de deformação devem ser a média de três leituras individuais ao longo de três eixos da bola .

## Como fazer pontos no tênis com a bola
Para marcar um ponto é preciso que a bola toque no solo em qualquer parte dentro quadra adversária duas vezes, fazendo com que o adversário não consiga devolvê-la antes do segundo toque, ou que a devolva para fora dos limites da outra meia-quadra.
Também é possível marcar ponto caso a bola rebatida pelo adversário não ultrapasse o centro da quadra, delimitado pela rede. É importante também saber que não é necessário esperar o primeiro quique da bola para rebatê-la, que é o que ocorre quando o jogador executa um voleio.